# Helén Jarlsvik
Cecilia Helén Jarlsvik, född 13 september 1971 i Hemsjö församling, Älvsborgs län, är en svensk försvarsforskare.

## Biografi
Helén Jarlsvik avlade filosofie magister-examen i freds- och konfliktkunskap vid Uppsala universitet 1996, varpå hon samma år anställdes som analytiker vid Försvarets forskningsanstalt. Hon var strategisk rådgivare vid Krisberedskapsmyndigheten 2007–2008 och verksamhetssamordnare vid Myndigheten för samhällsskydd och beredskap 2009–2013. Jarlsvik är sedan 2013 stabschef vid Folke Bernadotteakademin.
Helén Jarlsvik invaldes 2009 som ledamot av Kungliga Krigsvetenskapsakademien.